# Оямадзакі

О́ямадзакі (яп. 大山崎町, おおやまざきちょう, МФА: [oːjamad͡zaki t͡ɕoː]?) — містечко в Японії, в повіті Отокуні префектури Кіото.  Отримало статус містечка 1967 року. Площа становить 5,97 км². Станом на 1 жовтня 2017 року населення складало 15 452  осіб, густота населення — 2590 осіб/км².   